# Écquetot
Ecquetot – miejscowość i gmina we Francji, w regionie Normandia, w departamencie Eure.
Według danych na rok 1990 gminę zamieszkiwały 272 osoby, a gęstość zaludnienia wynosiła 47 osób/km² (wśród 1421 gmin Górnej Normandii Ecquetot plasuje się na 637 miejscu pod względem liczby ludności, natomiast pod względem powierzchni na miejscu 626).